# Simplex (Komponentenhersteller)
Simplex war ein französischer Fahrradkomponentenhersteller mit Sitz in Dijon. Gegründet wurde das Unternehmen von dem französischen Erfinder und Industriellen Lucien Charles Hippolyte Juy.

## Geschichte
Juy entwickelte die erste Kettenschaltung in der modernen Parallelogrammtechnik und fertigte ab 1935 eine einfache Kettenschaltung unter dem Namen Champion de France. Bald begann die Serienfertigung von Kettenschaltungen. Bis Anfang der 1980er Jahre war Simplex der bedeutendste Hersteller für Kettenschaltungen. Der fünffache Tour-de-France-Sieger Bernard Hinault (Toursiege 1978, 1979, 1981, 1982 und 1985) errang zuletzt mit einer Simplex-Schaltung den Gesamtsieg bei der Tour. Die von Hinault verwendete Simplex Super LJ war beim Gangwechsel den Schaltungen von Campagnolo überlegen. 1992 erschien das letzte Simplex-Schaltwerk, eine Weiterentwicklung von Ofmega.

## Schaltwerke und Gruppen
Vor allem bei französischen Rädern waren Simplex-Schaltwerke lange Zeit Standard. Neben Schaltgruppen stellte Simplex auch weitere Komponenten, wie Sattelstützen, Trinkflaschenhalter und Schnellspanner her.

### 1930er
- Simplex pull-chain models
- Champion de France (1935)
- Champion du Monde (1935?)

### 1940er
- Rigidex, einfaches Universalschaltwerk
- Champion du Monde; Schaltwerk mit einem Schaltröllchen, 1946 neu aufgelegt
- Tour de France, 1948 als Weiterentwicklung der „Campion du Monde“-Schaltung auf den Markt gekommen.

### 1950er
- JUY50, Rennradschaltwerk (bei der Tour de France eingesetzt)
- JUY51, Umwerfer vorn; JUY53 Schaltwerk: komplette Rennradgruppe für 2×5 Gänge, 1951 erschienen.
- Grand Tourisme (1952)
- JUY543, Rennradschaltwerk mit zwei Schaltröllchen

### 1960er
- Record 60, Schaltwerk
- JUY Export 61, Rennradschaltwerk mit ersten Kunststoff-Schaltröllchen (1961)
- Prestige (532) (1962)
- Prestige (537) (1965)
- Prestige (637) (1966)
- Prestige Cadet (1. Version) (1962)
- Prestige Cadet (2. Version) (1965)

### 1970er
- Retrofriction, populäre Rahmenschalthebel, ab 1973 auf dem Markt
- Prestige (SX110) (1970?)
- Peugeot Prestige (SX410) (1975)
- SLJ 5000; Rennradschaltung (in „Gold“ und „Silber“)
- SLJ 5500; Rennradschaltung, 219 Gramm (in „Gold“ und „Silber“)
- Super LJ; Rennradschaltung, 219 Gramm (1972 in „Gold“ und 1975 in „Silber“)
- Delrin; Rennradschaltgruppe (Umwerfer, Schaltwerk, Schalthebel)
- SX610, Schaltwerk mit einem Schaltröllchen

### 1980er
- Super LJ SLJ 6600 (1982)
- SX610 GT, Gruppe für Tourenräder (1982)
- Selematic 5, einfaches 5-Gang-Schaltwerk (1981)
- SX 810 Schaltgruppe bis 7-fach, auch mit Peugeot-Logo an PeugeotSuper-Sporträdern verbaut
- 440 (1. und 2. Version) Rennradschaltwerk (1985)
- Ofmega; modernes 9-fach-Rennradschaltwerk, 215 Gramm (1988)